# 旅行の友
旅行の友（りょこうのとも）は、広島県広島市西区に本社を置く田中食品が製造販売するふりかけの商品名である。小魚粉末を主原料とするふりかけで、主に西日本で販売されており、西日本では抜群の知名度を誇るものの東日本での知名度は低い。ふりかけの元祖とされる。120年以上の歴史を持つ。

## 誕生までの歴史

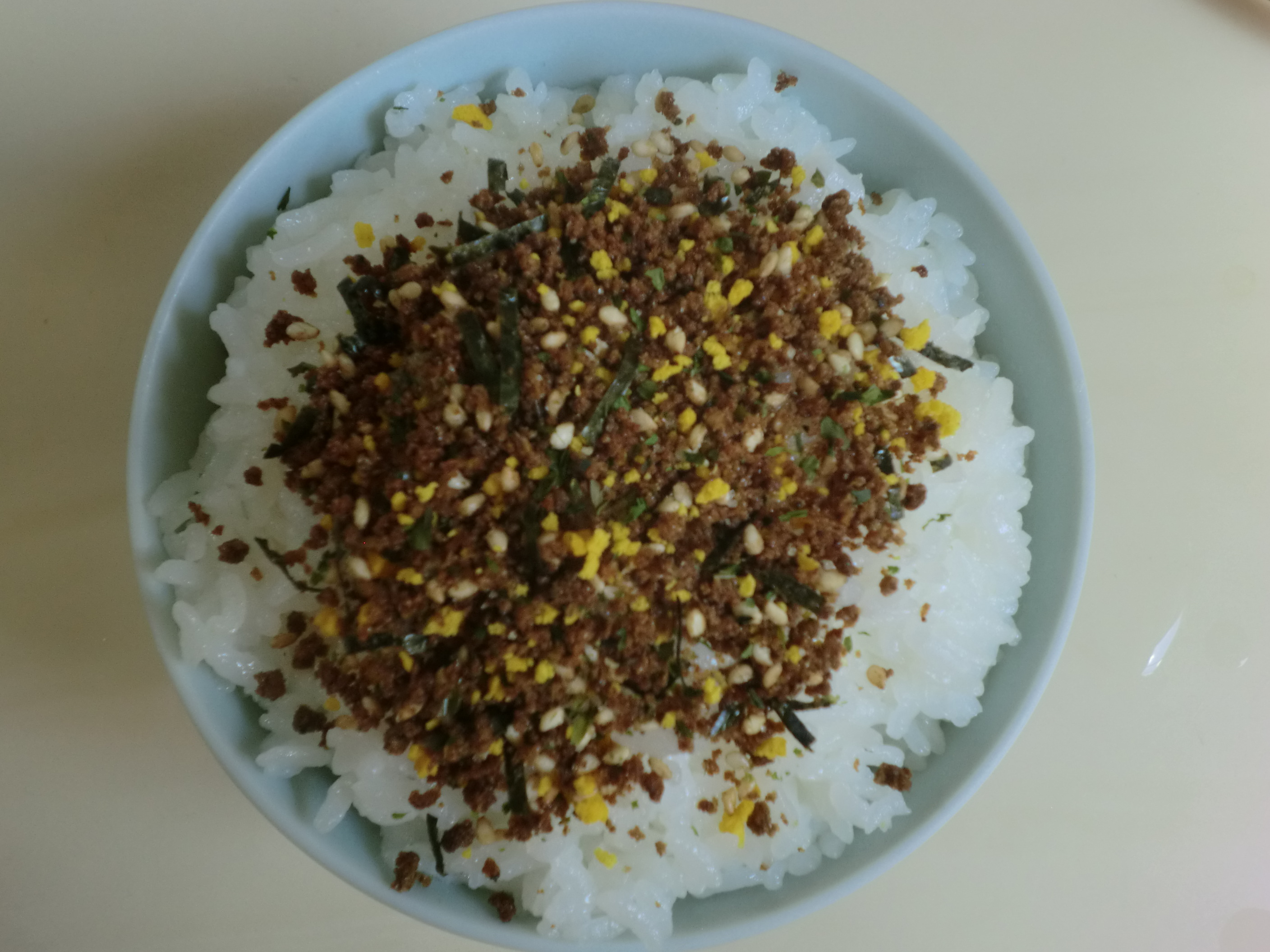
ご飯にかけられた旅行の友

田中食品の創業者・田中保太郎が1901年（明治34年）、瀬戸内海に面した広島県呉市で田中商店を創業。同社の看板商品である「旅行の友」は、1904年（明治37年）ごろから保太郎が開発、製造を始めた魚の粉末に醤油で味をつけて乾燥させ、ゴマやアオサを加えた「ふりかけ食」の開発に遡る。ふりかけ食の開発・発売の背景には、戦地で戦う身内や子どもたちが食べ物に困らないように、栄養価の高いものを食べてもらいたいという「子を想う親心」があった。1890年（明治23年）、呉鎮守府の開庁以降、呉市は軍都として発展したが、田中商店は創業当時から、漬物、佃煮、味噌などを大日本帝国海軍（以下、海軍）に納品した。日清、日露戦争のころには“かっけ”が流行し、多くの死者や体調不良者が出ていた。そうした1916年、太平洋戦争中の海軍から「持ち運びに便利で日持ちが良く、栄養価の高い保存食を作って欲しい」という要望を受けて発売された。「旅行の友」という名称は「人々の旅のお供になるように」という願いと、創業者の妻に由来する。ふりかけは軍隊で好評を博した。
当時の商品は、スチール缶で上蓋と本体にそれぞれ穴が開いており、蓋を回してそれぞれの穴を合わせれば、缶の中のふりかけが出る仕組みになっていた。また、デザインは欧亜連絡列車でもあった特急「冨士」の流線型国鉄C55形蒸気機関車が描かれていた。2022年には復刻版が販売されている。
1954年以降は、デザイナーの大智浩による旅行をテーマとしたパッケージデザインが使われており、赤・黄・緑の切符をモチーフとした絵が使用されている。のちに「トモちゃん」と名付けられ、2016年7月22日からは、LINEクリエイターズスタンプにもなっている。
2010年3月、広島市による「ザ・広島ブランド」に「旅行の友」が認定された。
2016年、発売開始から100周年を迎えた。